# .ke
.ke ist die länderspezifische Top-Level-Domain (ccTLD) von Kenia. Sie existiert seit dem 29. April 1993 und wird vom Kenya Network Information Center (KeNIC) verwaltet.

## Geschichte
Zunächst wurde .ke zwei Privatpersonen zugeteilt. Nachdem sich im Mai 2000 mehrere Bildungseinrichtungen und Unternehmen zum KeNIC zusammengeschlossen haben, teilte die IANA die Top-Level-Domain der neuen Vergabestelle zu. Diese senkte schrittweise die Gebühren für .ke-Domains, 2008 in einem Schritt sogar um ein Drittel.
Im Vergleich zu anderen Top-Level-Domains ist beachtlich, dass keine .ke-Domains mit Bindestrich angemeldet werden können, sofern bereits eine Variante ohne Trennzeichen existiert. Die Vergabestelle versucht auf diesem Weg seit 2009, die missbräuchliche Verwendung der Top-Level-Domain etwa für Phishing einzudämmen.
Die Registrierung von Domains erfolgte bis 2017 nur auf der dritten Ebene. 2017 wurde schrittweise die Nutzung von Second-Level-Domains eingeführt. Dabei konnten zuerst Markeninhaber eine Domain mit entsprechendem Namen registrieren. Danach folgte eine Phase, um bereits auf der dritten Ebene existierende Domains in der zweiten Ebene zu registrieren. Zuletzt wurden sogenannte „Premium“ Domainnamen in einer Auktion versteigert. Seit Januar 2018 ist die übliche Registrierung auf zweiter Ebene möglich.